# Yolel III
Yolel III est une localité du Cameroun située dans l'arrondissement de Bogo, le département du Diamaré et la région de l’Extrême-Nord. Elle fait partie du lawanat de Bogo-Sud.

## Population
En 1975, la localité comptait 119 habitants, 103 Peuls et 16 Massa.
Lors du recensement de 2005, on y a dénombré 357 personnes.